# Evacanthinae
Evacanthinae (лат.) — подсемейство прыгающих насекомых из семейства цикадок (Cicadellidae).
Палеарктика, Неарктика, Ориентальная область. Среднего размера цикадки. Передние крылья макроптерные (субмакроптерные у типового рода), жилка R двухразветвлённая, r-m1 отсутствует. Обладают сходством с Cicadellinae, Nirvaninae, Signoretiinae, Typhlocybinae. 14 родов, 100 видов. Иногда сюда включают в качестве младшего синонима Nirvaninae, в котором ещё 40 родов и 150 видов. В широком объеме в состав Evacanthinae sensu lato также включают трибы Balbillini, Evacanthini, Nirvanini и Pagaroniini.
- Трибы: Balbillini — Evacanthini — Nirvanini — Pagaroniini
  - Роды: Angustella — Boundarus — Draconirvana — Parapythamus[5] — Pythamus — Riseveinus — Striatanus — Taperus — другие…